# Phymata albopicta
Phymata albopicta är en insektsart som beskrevs av Anton Handlirsch 1897. Phymata albopicta ingår i släktet Phymata och familjen rovskinnbaggar. Inga underarter finns listade i Catalogue of Life.